# Шемији сир Серен
Шемији сир Серен (фр. Chemilly-sur-Serein) је насељено место у Француској у региону Бургоња, у департману Јон.
По подацима из 2011. године у општини је живело 170 становника, а густина насељености је износила 13,08 становника/km².

## Демографија
| 1962. | 1968. | 1975. | 1982. | 1990. | 2011. |
| ----- | ----- | ----- | ----- | ----- | ----- |
| 152   | 165   | 169   | 153   | 149   | 170   |